# Список высших учебных заведений Ямало-Ненецкого автономного округа
В список высших учебных заведений Ямало-Ненецкого автономного округа включены образовательные учреждения высшего и высшего профессионального образования, находящиеся на территории Ямало-Ненецкого автономного округа и участвовавшие в мониторинге Министерства образования и науки Российской Федерации 2015 года. Этим критериям в Ямало-Ненецком автономном округе соответствует 12 филиалов вузов, головные организации которых находятся в иных субъектах федерации.
Порядок следования элементов списка — алфавитный.
Вузы, лицензия которых не действует на 19 октября 2015 года, отмечены цветом.

## Список филиалов высших образовательных учреждений
| Название                                                                                        | Категория         | Год основания | Месторасположение | Месторасположение головной организации | Число студентов |
| ----------------------------------------------------------------------------------------------- | ----------------- | ------------- | ----------------- | -------------------------------------- | --------------- |
| Новоуренгойский филиал Российского нового университета                                          | негосударственный | 1999          | Новый Уренгой     | Москва                                 |                 |
| Ноябрьский гуманитарно-экологический институт (филиал Тюменского государственного университета  | государственный   | 2002          | Ноябрьск          | Тюмень                                 |                 |
| Ноябрьский институт нефти и газа (филиал Тюменского государственного нефтегазового университета | государственный   | 1993          | Ноябрьск          | Тюмень                                 | 1038            |
| Ноябрьский филиал Московского финансово-промышленного университета «Синергия»                   | негосударственный | 1995          | Ноябрьск          | Москва                                 |                 |
| Салехардский филиал Уральского института коммерции и права                                      | негосударственный | 1995          | Салехард          | Екатеринбург                           |                 |
| Салехардский филиал Государственного аграрного университета Северного Зауралья                  | государственный   |               | Салехард          | Тюмень                                 |                 |
| Филиал в Надыме Московского психолого-социального университета                                  | негосударственный |               | Надым             | Москва                                 |                 |
| Филиал в Салехарде Столичной финансово-гуманитарной академии                                    | негосударственный | 1997          | Салехард          | Москва                                 |                 |
| Филиал в Губкинском Удмуртского государственного университета                                   | государственный   | 1998          | Губкинский        | Ижевск                                 | 274             |
| Филиал в Новом Уренгое Тюменского государственного университета                                 | государственный   | 1993          | Новый Уренгой     | Тюмень                                 | 413             |
| Филиал в Надыме Тюменского государственного университета                                        | государственный   | 1996          | Надым             | Тюмень                                 |                 |
| Ямальский нефтегазовый институт (филиал Тюменского государственного нефтегазового университета  | государственный   | 1956          | Новый Уренгой     | Тюмень                                 | 476             |

## Список закрытых филиалов
| Название                                                | Категория       | Год основания | Год закрытия | Месторасположение | Месторасположение головной организации | Число студентов |
| ------------------------------------------------------- | --------------- | ------------- | ------------ | ----------------- | -------------------------------------- | --------------- |
| Филиал в Ноябрьске Уральского федерального университета | государственный | 1998          | 2017         | Ноябрьск          | Екатеринбург                           | 71 на 2013 год  |